# Leiningen (Adelsgeschlecht)

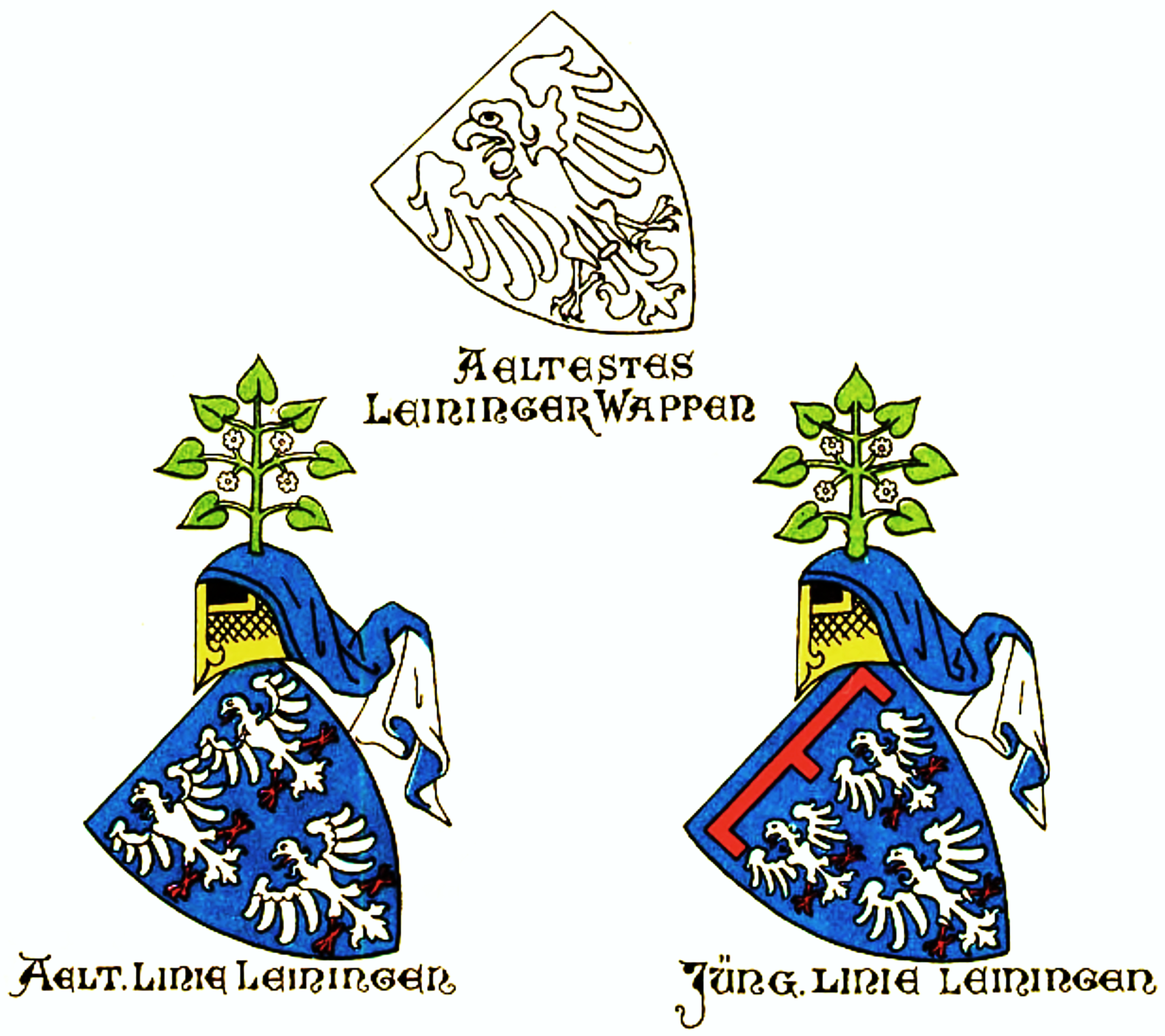
Stammwappen der Leininger in Genealogische Geschichte des […] Hauses Leiningen und Leiningen-Westerburg

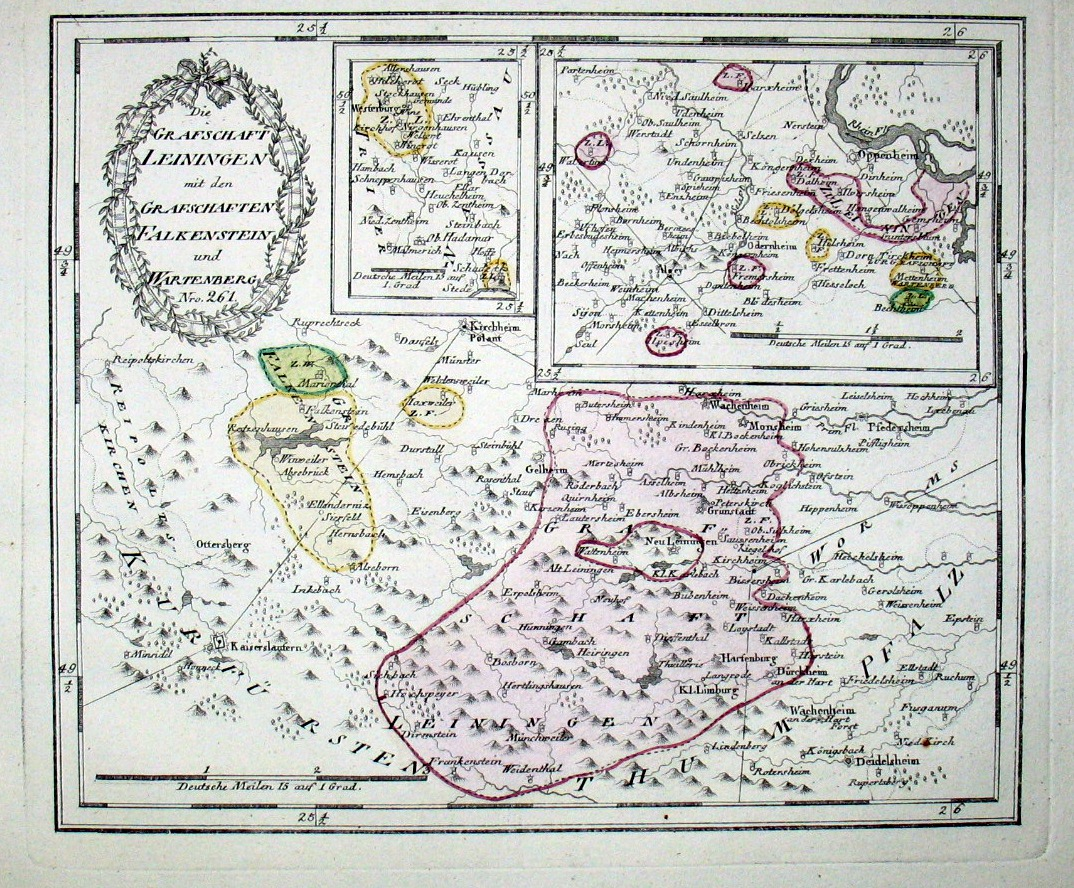
Die Grafschaft Leiningen mit den Grafschaften Falkenstein und Wartenberg, Franz Johann Joseph von Reilly, 1793/1794

Das Haus Leiningen ist ein weitverzweigtes Grafen- bzw. Fürstengeschlecht aus dem pfälzischen Raum (im heutigen Bundesland Rheinland-Pfalz), das als ehemals reichsunmittelbares Haus dem Hochadel angehörte.

## Geschichte

### Ausgangspunkt
Seinen belegbaren Ausgang nahm das Geschlecht von der im 12. Jahrhundert errichteten Burg Leiningen im nordöstlichen Pfälzerwald; die Burg wurde später „Altleiningen“ genannt, als im 13. Jahrhundert, am fünf Kilometer entfernten Ostrand des Pfälzerwalds zur Rheinebene hin, die Schwesterburg Neuleiningen hinzukam.
Unterhalb der Burg Altleiningen im Tal des Eckbachs liegt die Gemeinde Altleiningen, während die Gemeinde Neuleiningen sich auf der Anhöhe um die gleichnamige Burg herum entwickelt hat. Das Stammland der Leininger um die beiden Burgen trägt heute den Namen Leiningerland und deckt sich weitgehend mit der Verbandsgemeinde Leiningerland sowie der Stadt Grünstadt.

### Die Anfänge (Alt-Leiningen)
Über die Frühzeit des Geschlechts bis ins 12. Jahrhundert lassen sich keine gesicherten Angaben machen. Die erste sichere Erwähnung der Familie stammt aus dem Jahr 1128, als Emicho, Graf von Leiningen eine Urkunde des Mainzer Erzbischofs Adalbert I. von Saarbrücken bezeugte.
Dieser Emich II. von Leiningen († vor 1138) wird in der neueren Literatur als Stammvater des Adelsgeschlechts betrachtet. Für eine Abstammung von den Emichonen, den Grafen im Nahegau, den Nachweis zu führen, gestattet die Quellenlage nicht, wenngleich sie als wahrscheinlich anzunehmen ist. Auch die Beziehungen zum Kreuzfahrer Emicho lassen sich nicht mehr klären; möglicherweise war er der Großvater Emichs II.
Emich II. baute das Kerngebiet seiner Herrschaft um die Burg Leiningen (heute Altleiningen) aus. Unbekannt ist sein Anteil am Bau oder Ausbau der Burg. In seine Zeit fällt die Gründung des Chorherrenstifts Höningen (siehe auch Höninger Lateinschule) zwischen 1119 und 1124. Der letzte Altleininger Graf, Reinhard August zu Leiningen-Westerburg-Altleiningen († 1929), ließ sich 1913 von Guido Philipp Schmitt, im Stil des Historismus, als sein Vorfahre Emich II. porträtieren. Das Gemälde befindet sich heute im Museum Grünstadt. Nach ihm wurde noch im gleichen Jahr das Bronzerelief des Emichbrunnens in der jetzigen Fußgängerzone Grünstadt gestaltet.
Nachfolger Emichs II. als regierende Grafen waren Emich III. († zwischen 1180 und 1187) und Friedrich I. (Emich) († vor 1214). Die Grafen von Leiningen erhielten 1204/05 die Landvogtei über den Speyergau sowie Vogtrechte über das Kloster Limburg.
Zwischen 1212 und 1214 starben die Leininger in männlicher Linie aus.

#### Stammliste Alt-Leiningen
1. Emich II. († vor 1138)
  1. Emich III. († zwischen 1180 und 1187)
    1. Friedrich I. (Emich) († zwischen 1212 und 1214) ⚭ Gertrud von Habsburg
    2. Elisa ⚭ Graf Ruprecht III. von Nassau
    3. Alberat, ⚭ Graf Siegfried von Peilstein-Mörle-Kleeberg
    4. Liutgard ⚭ I. Graf Simon II. von Saarbrücken, ⚭ II. Graf Lothar (Wied), 1220

Mehrere Personen entfallen, die in der Literatur als Leininger bezeichnet oder vermutet wurden:
1. Emich I., genannt 1096 als Kreuzfahrer
2. Embricho, 1127–1146 Bischof von Würzburg
3. Heinrich II., 1159–1165 Bischof von Würzburg[7]
4. Siegfried II., 1127–1146 Bischof von Speyer
5. Günther, 1146–1161 Bischof von Speyer

### Die Teilungen
Nach dem Aussterben der Leininger um das Jahr 1212 nahm der Neffe des letzten Grafen, Sohn seiner Schwester Liutgard und des Grafen Simon II. von Saarbrücken, als Friedrich II. den Namen Leiningen und das Wappen an. Damit begründete er die jüngere Linie Leiningen. Zum vorhandenen Leininger Besitz kamen vom Vater ererbte Güter (Hardenburg) sowie die Vogtei über das Kloster Limburg hinzu. Sein Sohn Friedrich III. erwarb 1241 die Grafschaft Dagsburg in den Vogesen. Der zweite Sohn, Emich IV., Gründer der Stadt Landau in der Pfalz, erhielt bei der Erbteilung von 1237 die Burg Landeck mitsamt allen dazugehörigen Ortschaften und Rechten und begründete die kurzlebige Linie Leiningen-Landeck, die aber schon 1289/1290 mit dem Tod seines Sohnes Emicho und Enkels Rudolf wieder erlosch. 1317 kam es unter den Enkeln Friedrichs III. zur Teilung in die beiden Linien Leiningen-Dagsburg und Leiningen-Hardenburg.
Die (ältere) Linie Dagsburg starb schon 1467 wieder aus. Letzter dieser Linie war der noch 1444 zum Fürsten ernannte Landgraf Hesso von Leiningen-Dagsburg. Dessen Schwester Margarethe, verheiratet mit Reinhard III. von Westerburg, erhielt den größeren Teil des Erbes, weshalb sich die im Westerwald beheimateten Grafen von da an Leiningen-Westerburg nannten. Der Stammsitz der älteren Dagsburger Linie, die Dagsburg, fiel an die Linie Leiningen-Hardenburg, die daraufhin den Namen Leiningen-Dagsburg(-Hardenburg) annahm.
Ab dem 15. Jahrhundert gab es also zwei gräfliche Häuser Leiningen, eine aus der älteren Dagsburger Linie hervorgegangene Familie Leiningen-Westerburg und eine aus der Linie Leiningen-Hardenburg hervorgegangene jüngere Familie Leiningen-Dagsburg, die nicht mit der älteren Dagsburger Linie verwechselt werden darf.

#### Stammliste von Saarbrücken-Leiningen bis zur Teilung

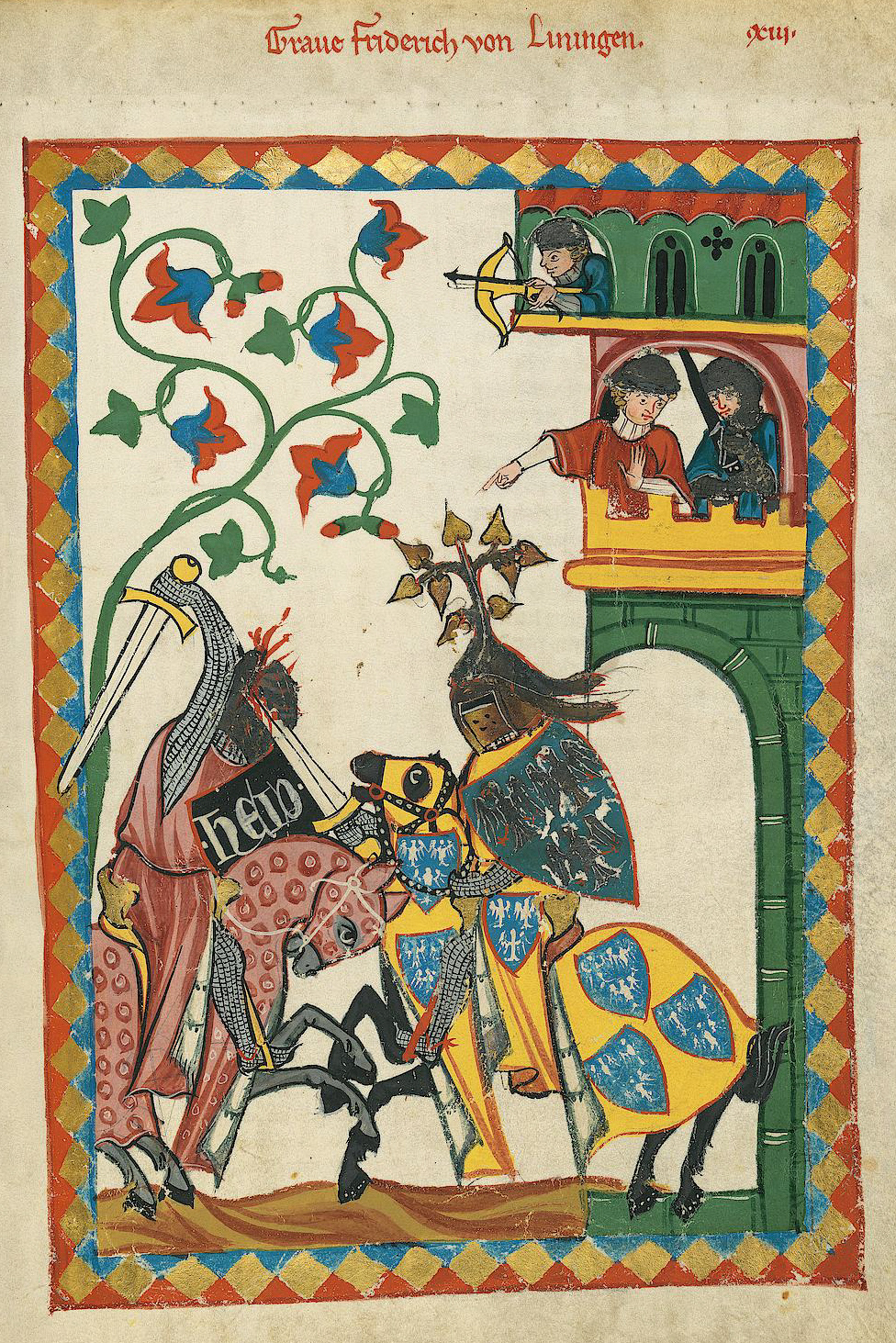
Graf Friedrich von Leiningen im Kampf, aus dem Codex Manesse

Simon II. ⚭ Liutgard von Leiningen († um 1235) (⚭ (II.) Lothar von Wied) († 1. März 1244 auf Burg Wied)
1. Friedrich II., Graf von Leiningen 1220–1237 ⚭ Agnes von Eberstein ⚭ (II) Diether V. von Katzenelnbogen
  1. Simon ⚭ (III.) Gertrud von Metz und Dagsburg ⚭ (I.) 1215 Theobald I., 1213 Herzog von Lothringen, 1216 Graf von Dagsburg und Metz; † 1217 ⚭ (II.) 1217 Theobald IV. von Champagne, König von Navarra, ⚮ vor 1223;
  2. Friedrich III. († 1287), Graf von Leiningen-Dagsburg
    1. Friedrich IV. († 1310), ⚭ Gräfin Johanna von Dagsburg
      1. Friedrich V. († 1328), Landgraf von Leiningen-Leiningen
      2. Emich von Leiningen († 20. April 1328), Bischof von Speyer 1314–1328
      3. Gottfried († um 1343), Graf von Leiningen-Dagsburg
        1. Friedmann († 1345), Graf von Leiningen-Dagsburg
        2. Emich VI. († 1375), Graf von Leiningen-Hardenburg

  3. Emich IV. († 1281), Graf von Leiningen-Landeck
    1. Emich V. († 1289), Graf von Leiningen-Landeck
      1. Rudolf († 1290)

  4. Heinrich von Leiningen († 18. Januar 1272 wahrscheinlich in Worms) Bischof von Speyer 1245–1272
  5. Berthold von Leiningen († 12. Mai 1285), Bischof von Bamberg 1257–1285
  6. Kunigunde

#### Leiningen-Westerburg

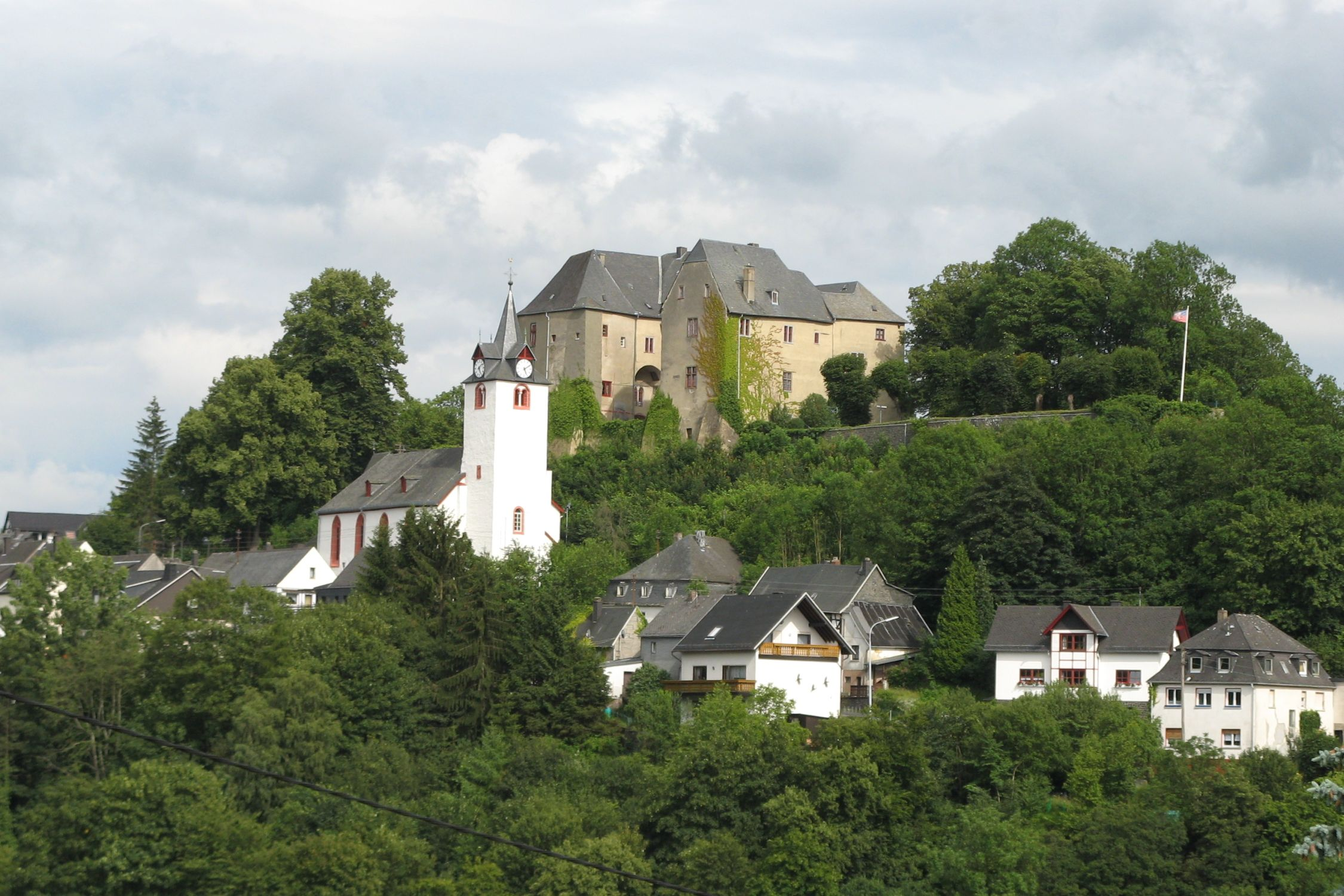
Schloss Westerburg (Westerwald)

→ siehe auch: Stammliste des Hauses Leiningen-Westerburg

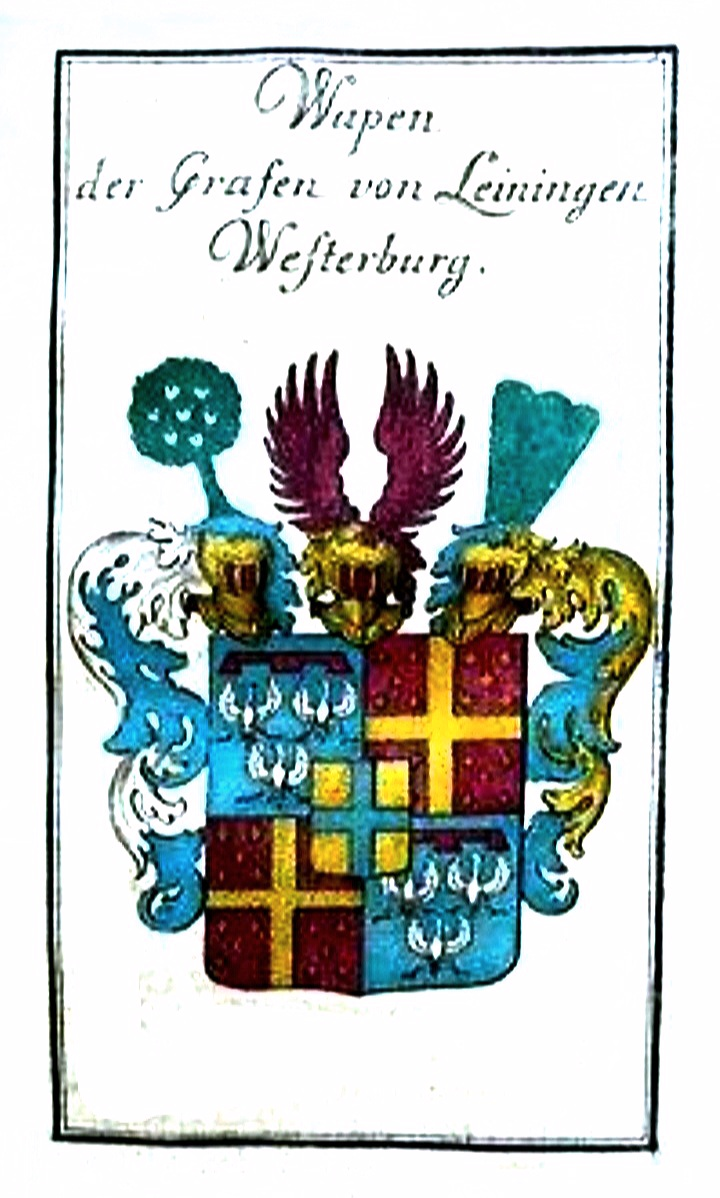
Wappen der Grafen zu Leiningen-Westerburg

Als Gräfin Margarethe von Leiningen-Westerburg (⚭ Reinhard III. Herr von Westerburg († 1449) aus dem Haus Runkel-Westerburg) 1470 starb, fiel der gesamte Westerburger und Leininger Besitz an ihren Enkel Reinhard, der sich von da an „Graf zu Leiningen-Westerburg“ nannte. Er vermachte seine pfälzischen Besitzungen seinem Sohn aus erster Ehe, Philipp, und teilte seine westerwäldischen Besitzungen unter den Söhnen Kuno und Georg aus zweiter Ehe. Somit entstanden zunächst auch hier drei Linien:
- Leiningen-Leiningen (bis 1622)
- Leiningen-Westerburg († 1597)
- Leiningen(-Westerburg)-Schaumburg (bis 1705)

Das Haus Leiningen-Leiningen erwarb im 16. Jahrhundert die Grafschaft Rixingen in Lothringen und erhielt 1570, beim Aussterben der Grafen von Zweibrücken-Bitsch, auch einen Teil von deren Herrschaft, u. a. Oberbronn im Elsass. 1569 führten die Leininger die Reformation ein, hoben das Kloster Höningen auf und gründeten an dessen Stelle eine Lateinschule, auf die das heutige Leininger-Gymnasium in Grünstadt zurückgeht.
Als 1622 Graf Ludwig von Leiningen-Leiningen starb, teilte sich dieses Haus wiederum in drei Linien:
- Leiningen-Leiningen († 1635)
- Leiningen-Rixingen († 1705)
- Leiningen-Oberbronn († 1665)

Als 1705 mit Graf Philipp Ludwig von Leiningen-Rixingen die letzte dieser Linien ausstarb, fielen diese Teile an die überlebenden Verwandten aus der Schaumburger Linie.

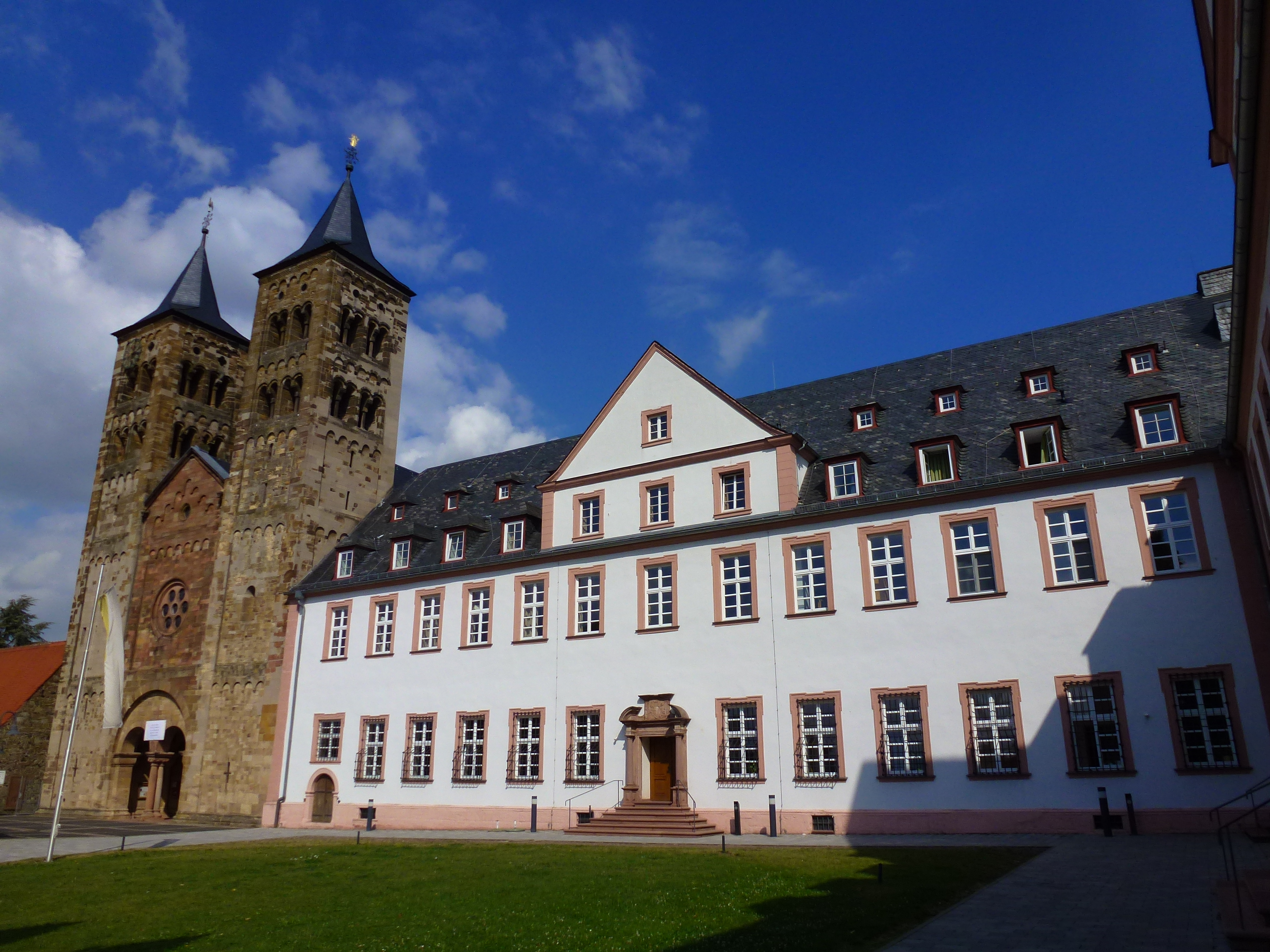
Kloster Ilbenstadt, von 1803 bis 1921 Sitz der Grafen zu Leiningen-Westerburg

Die Hauptlinie Leiningen-Westerburg starb schon 1597 aus, ihre Besitzungen fielen ebenfalls an die Nebenlinie Leiningen-Schaumburg. 1695/1705 teilte sich auch diese Linie mehrfach. Von diesen Nebenlinien des gräflichen Hauses Leiningen existierten zwei bis in das 20. Jahrhundert:
- Leiningen-Westerburg-Altleiningen (besteht in einer Linie in Österreich nominell bis heute)[9]
- Leiningen-Westerburg-Neuleiningen († 1956)

Die linksrheinischen Besitzungen der Grafen wurden im Gefolge der Französischen Revolution 1793 dem französischen Staat einverleibt, die beiden Grafen von Alt- und Neuleiningen in Paris vorübergehend inhaftiert. Sie wurden im Reichsdeputationshauptschluss 1803 mit den ehemaligen Abteien Ilbenstadt und Engelthal in der Wetterau entschädigt. 1806 wurden ihre Güter den Großherzogtümern Berg und Hessen-Darmstadt bzw. den Fürstentümern Nassau-Weilburg und Nassau-Usingen einverleibt.

#### Leiningen-Dagsburg

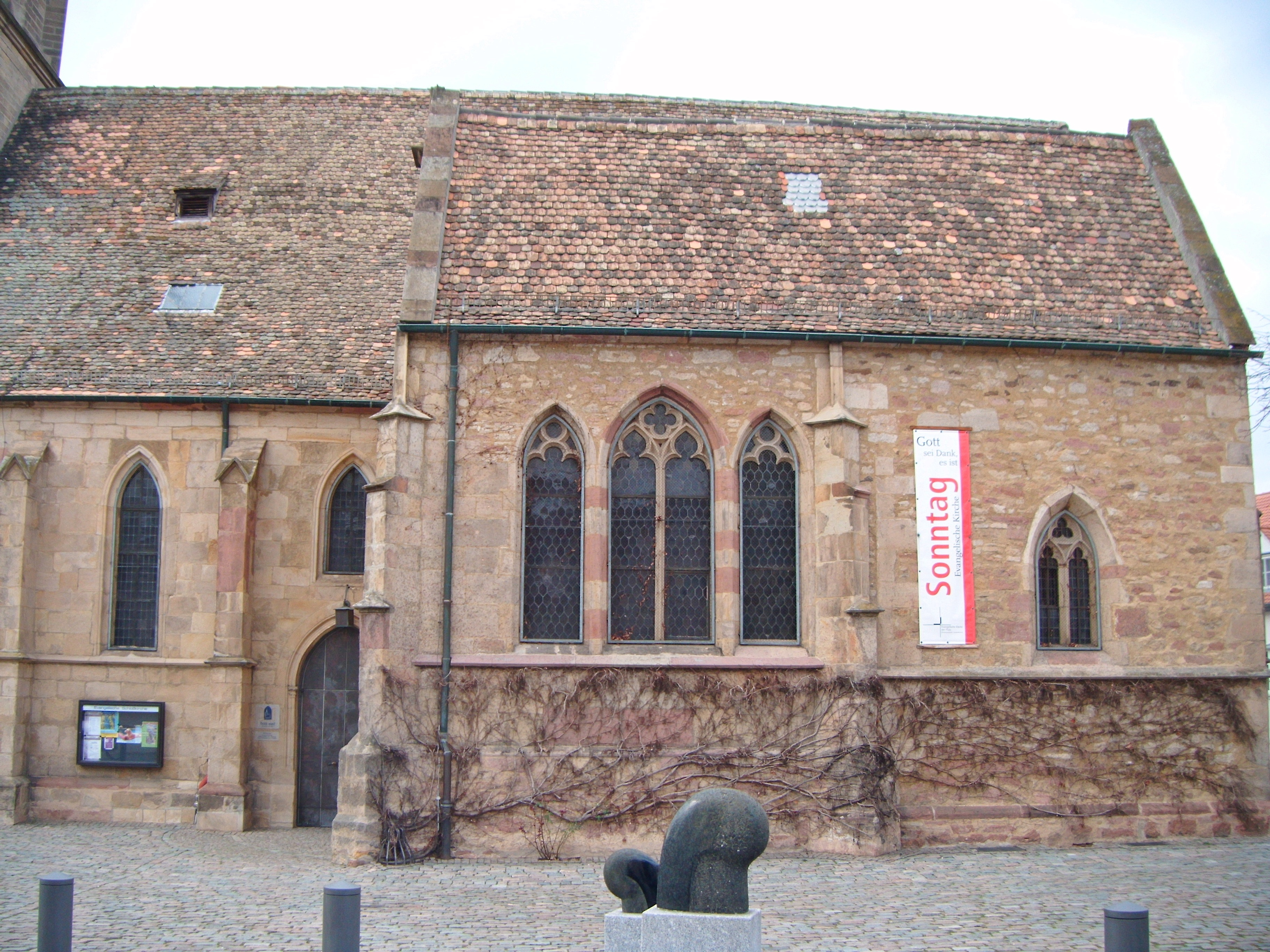
Die Grabkapelle der Linie Leiningen-Dagsburg-Hardenburg, seitlich angebaut an der Schlosskirche Bad Dürkheim (1508)

Die andere Linie, Leiningen-Dagsburg-Hardenburg, konnte sich im Besitz der Landvogtei Unterelsass dort weiteren Besitz verschaffen. 1466 erwarb diese Linie die Herrschaft Apremont in Lothringen. Eine bereits 1343 abgespaltene Linie zu Rixingen fiel 1506 an Pfalz-Zweibrücken.
Leiningen-Hardenburg konnte im 15. und 16. Jahrhundert Weißenburger Lehen erlangen, doch 1560 erfolgte eine weitere Teilung, aus der die Linien
- Leiningen-Dagsburg-Hardenburg und
- Leiningen-Dagsburg-Falkenburg (bis 1658)

hervorgingen.

##### Leiningen-Dagsburg-Hardenburg

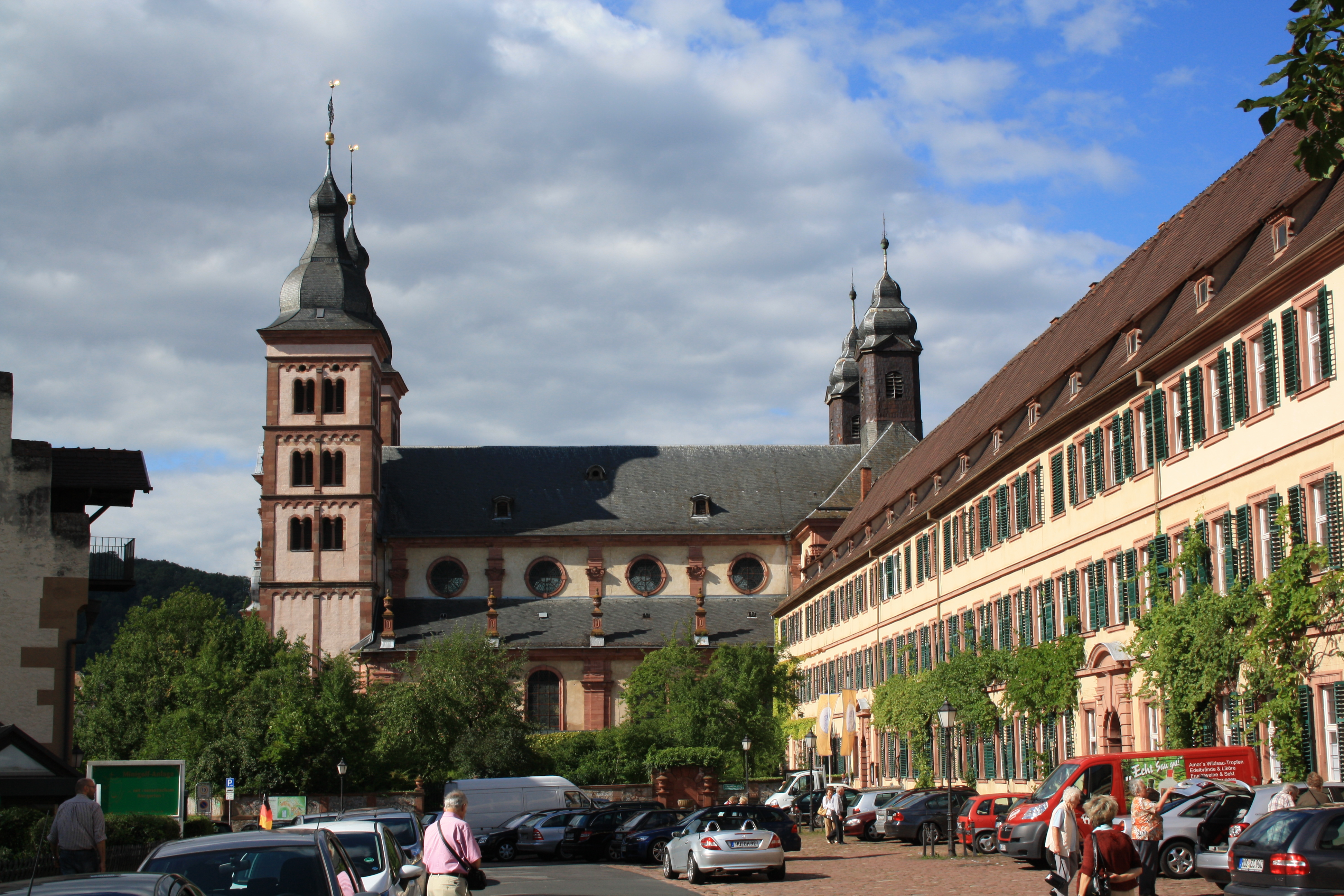
Kloster Amorbach, seit 1803 Sitz der Fürsten zu Leiningen

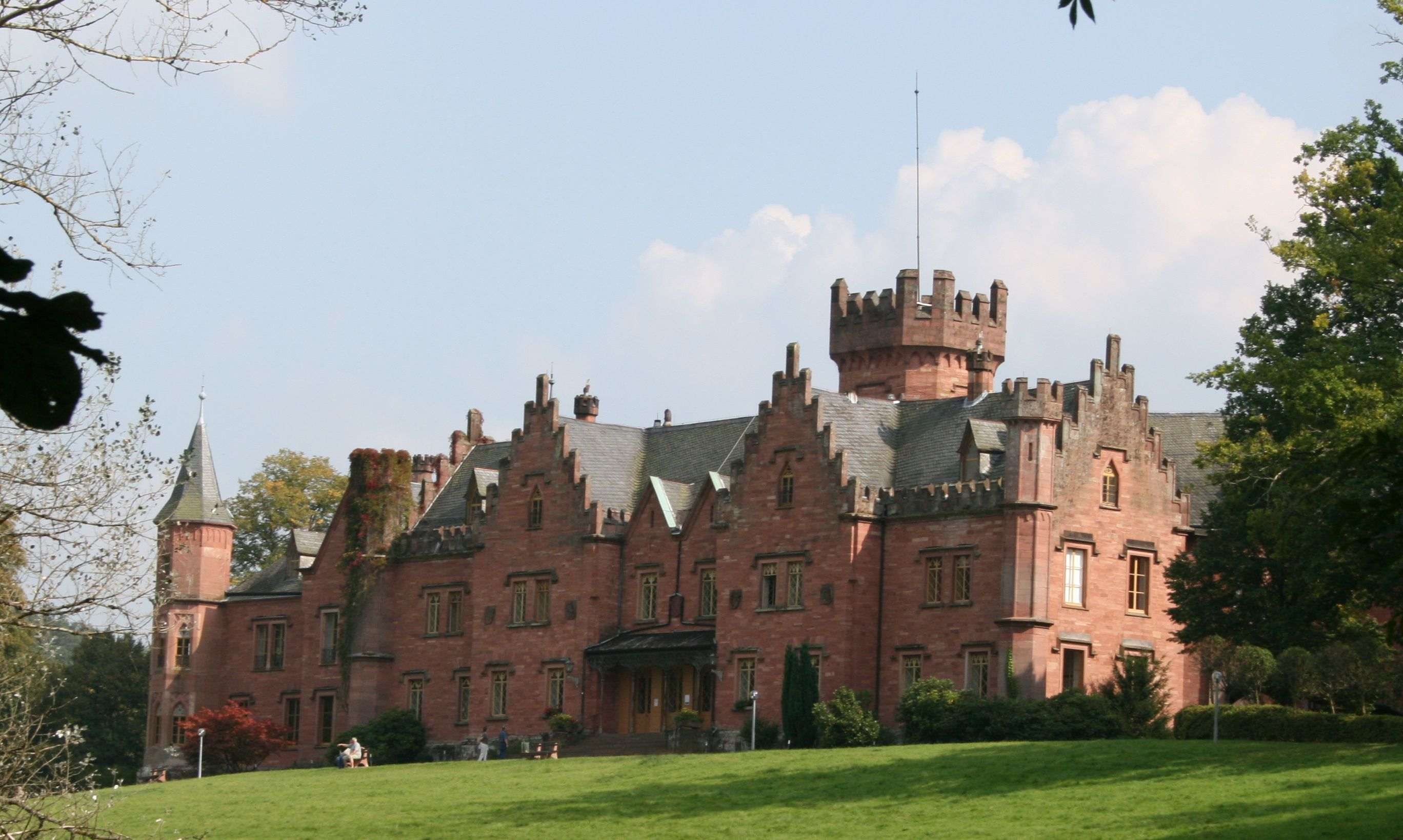
Das Schloss Waldleiningen von 1828 wurde im britischen Stil durch Karl zu Leiningen in Auftrag gegeben

Von 1560 bis 1725 war die Hardenburg Hauptsitz des Familienzweiges und wurde in dieser Epoche zum Residenzschloss ausgebaut. Im Pfälzischen Erbfolgekrieg (1688–1697) zerstörten die Franzosen 1692 die Festungswerke der Anlage und sie blieb ruinös. Deshalb verlegten die Grafen von Leiningen-Dagsburg-Hardenburg ihre Residenz 1725 in das nahe gelegene Schloss Dürkheim, das am Platz des heutigen Kurhauses stand. Schon von 1504 bis 1508 errichtete Graf Emich IX. von Leiningen-Hardenburg († 1535) hier eine Grabkapelle seiner Familienlinie, mit (nicht zugänglicher) Gruft, angebaut am südöstlichen Seitenschiff der Dürkheimer Schlosskirche. Es handelt sich um einen spätgotischen Bau mit zwei Giebeln, einem Satteldach und Rippengewölbe, der räumlich mit der Kirche verbunden ist. Im Inneren haben sich mehrere gotische Grabplatten und Renaissance-Epitaphien der Familie erhalten.
Der Kaiser erhob den Grafen Carl Friedrich Wilhelm 1779 in den Reichsfürstenstand mit Kuriatstimme im Wetterauischen Grafenkollegium. Als die Französische Revolution in den 1790er Jahren auch auf Südwest- und Westdeutschland übergriff, wurde die Familie 1796 aus der Residenz Dürkheim und aus allen linksrheinischen Besitztümern vertrieben. Das Schloss in Dürkheim wurde angezündet und brannte aus. 1801 gingen die linksrheinischen Güter der Linie an Frankreich, weshalb sie 1803 durch den Reichsdeputationshauptschluss mit verschiedenen ehemaligen Kurmainzer und Würzburger Besitzungen im Odenwald entschädigt wurde und das neue Fürstentum Leiningen mit Sitz in der ehemaligen Abtei Amorbach bildete. Fürst Carl wurde eine Virilstimme im Reichsfürstenrat zugesprochen, statt des Grafentitels von Leiningen-Dagsburg-Hardenburg nahm er den Titel Reichsfürst zu Leiningen, Pfalzgraf zu Mosbach, Graf zu Düren, Herr zu Miltenberg, Amorbach, Bischofsheim, Boxberg, Schüpf und Lauda an. Durch Mediatisierung und den Einfluss Napoleons verlor er aber 1806 seine staatliche Souveränität an das Großherzogtum Baden. Dieses trat 1810 Gebietsteile an das Großherzogtum Hessen ab, das sie als Ergebnis des Wiener Kongresses 1816 an das Königreich Bayern weiterreichte. Diese fürstliche Linie zu Leiningen ist die letzte bis heute existierende Linie des Gesamthauses Leiningen.

##### Leiningen-Dagsburg-Falkenburg

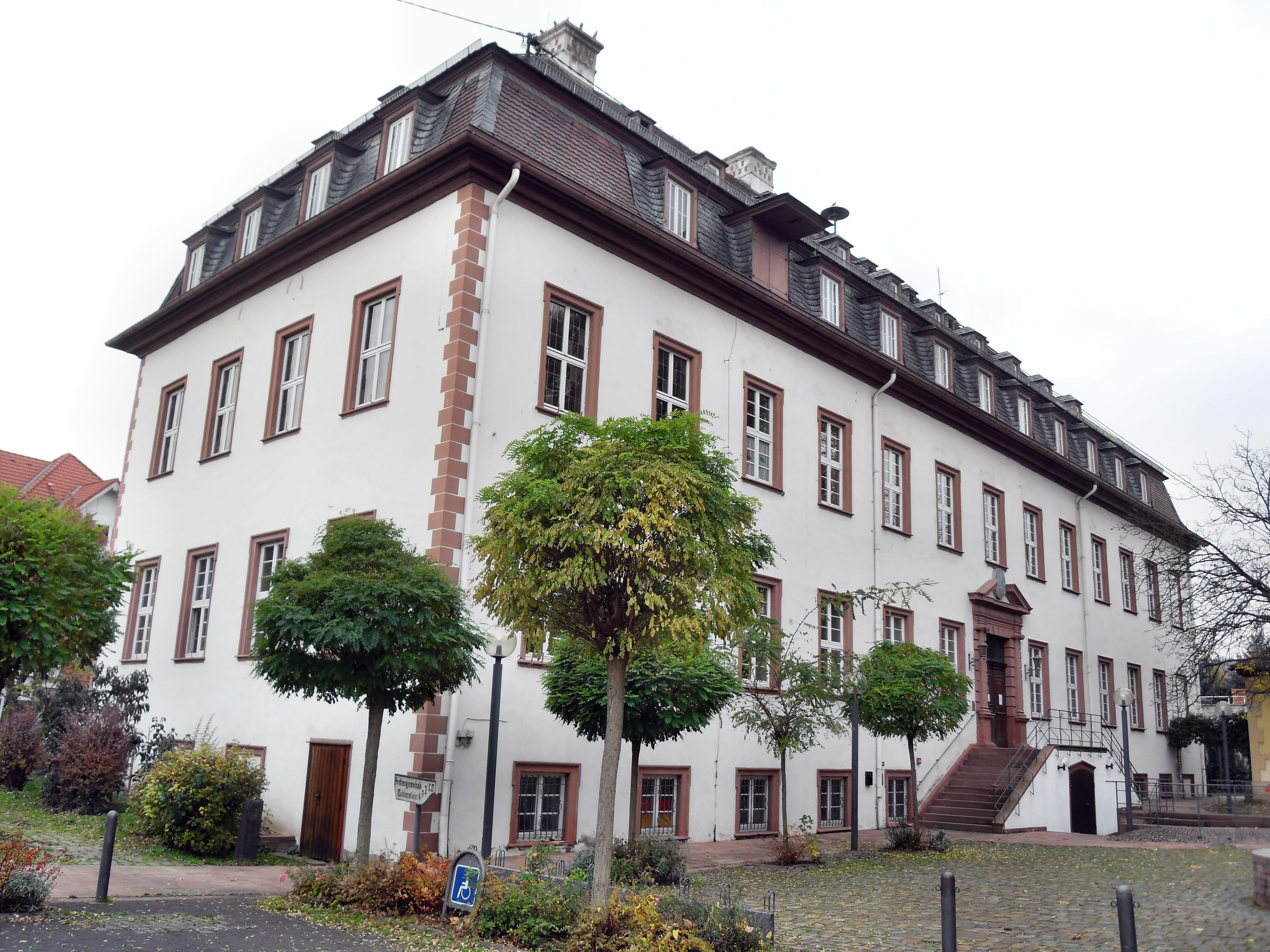
Das Leininger Schloss in Guntersblum

Die gräfliche Linie Leiningen-Dagsburg-Falkenburg spaltete sich 1658 in die Linien
- Leiningen-Dagsburg († 1706)
- Leiningen-Heidesheim († 1766)
- Leiningen-Guntersblum (bis 1774)

Die Grafschaft Dagsburg fiel 1774 an Leiningen-Dagsburg-Hardenburg.
Die beiden Nebenlinien
- Leiningen-Dagsburg-Falkenburg-Guntersblum, seit 1803 Leiningen-Billigheim auf Schloss Billigheim (1902 abgebrannt) und Schloss Neuburg († 1925)
- Leiningen-Heidesheim, seit 1803 Leiningen-Neudenau († 1910)

erhielten die übrigen Besitzungen der Linie Guntersblum.

## Listen von Namensträgern
(nach Lebensdaten, nicht genealogisch sortiert)

### Leininger Grafen
| Name                                           | Linie                             | geboren           | gestorben         | Bemerkungen |  |
| ---------------------------------------------- | --------------------------------- | ----------------- | ----------------- | --- |  |
| Emich II.                                      | Leiningen                         |                   | vor 1138          | Erbauung der Burg Leiningen (heute Altleiningen)? 1119/1124 Chorherrenstift Höningen |  |
| Emich III.                                     | Leiningen                         |                   | 1180 oder 1187    | |  |
| Friedrich I.                                   | Leiningen                         |                   | vor 1214          | 1204/05 Landvogtei über den Speyergau, 1206 (1237?) Vogtrechte über Kloster Limburg, Minnesänger Codex Manesse |  |
| Friedrich II.                                  | Leiningen                         |                   | 1237              | von Geburt an ein Graf von Saarbrücken, der Leiningen erbte; Bau der Hardenburg, Gründung des zweiten (jüngeren) Hauses Leiningen |  |
| Heinrich                                       | Leiningen                         |                   | 18. Januar 1272   | Kanzler, Bischof von Speyer, kurzfristig Bischof von Würzburg |  |
| Emich IV.                                      | Leiningen-Landeck                 |                   | 1281              | 1237 Landecker Linie (1289 erloschen), Gründer von Landau in der Pfalz |  |
| Friedrich III.                                 | Leiningen-Dagsburg                |                   | 1287              | 1241 Hinzuerwerb der Grafschaft Dagsburg mit der gleichnamigen Burg im heute lothringischen Teil der Vogesen |  |
| Friedrich IV.                                  | Leiningen-Dagsburg                |                   | 1316              | |  |
| Friedrich V.                                   | Leiningen-Dagsburg                |                   | 1327              | |  |
| Friedrich VI.                                  | Leiningen-Dagsburg                |                   | vor 1342          | |  |
| Friedrich VII.                                 | Leiningen-Dagsburg                |                   | 1377              | |  |
| Friedrich VIII.                                | Leiningen-Dagsburg                |                   | 1397              | |  |
| Friedrich IX.                                  | Leiningen-Dagsburg                |                   | um 1434           | |  |
| Friedrich X.                                   | Leiningen-Dagsburg                |                   | vor 1429          | |  |
| Emich VII. (nach früherer Zählung Emich VI.)   | Leiningen-Dagsburg                |                   | 1452              | Verheiratet mit Clara von Vinstingen, nach deren Tod 1411 Heirat mit Beatrix von Baden, Tochter Markgraf Bernhards I. von Baden. 1421 Errichtung der Burg Haßloch, Söhne: Emich (VIII.), Schaffried und Bernhard sowie Anthis |  |
| Hesso                                          | Leiningen-Dagsburg                |                   | 1467              | |  |
| Emich VIII. (nach früherer Zählung Emich VII.) | Leiningen-Dagsburg                |                   | 1495              | 1460 Eroberung und 1461 Zerstörung der Burgen Haßloch und Minfeld sowie 1460 und 1471 Zerstörung der Emichsburg durch Kurfürst Friedrich I., dessen militärischer Hauptgegner er auch im Weißenburger Krieg 1469–1472 ist. Vor dem 27. Oktober 1492 bittet er den Papst, die Pfarrkirche in Dürkheim zur Stiftskirche zu erheben. |  |

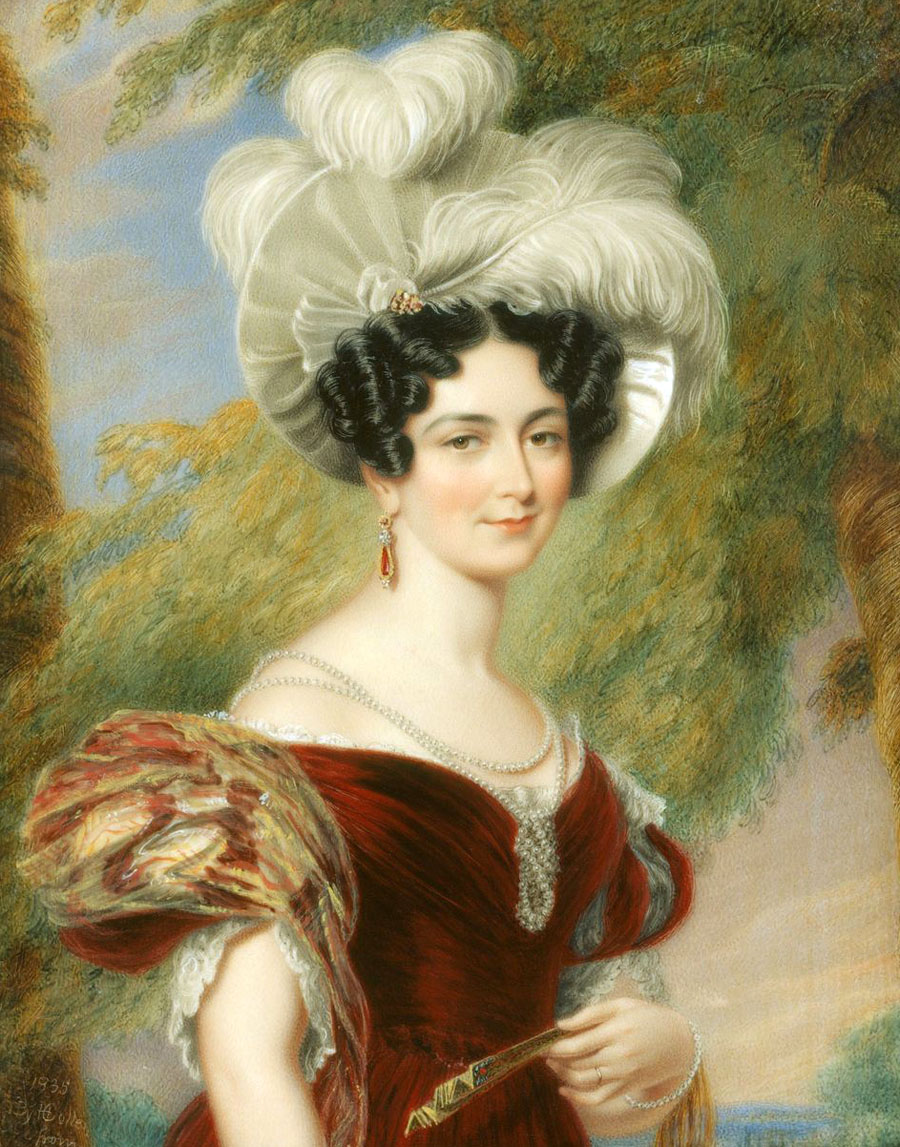
Victoire von Sachsen-Coburg-Saalfeld, Gemahlin des 2. Fürsten Emich Carl zu Leiningen und Mutter des 3. Fürsten Karl zu Leiningen, 1814–1823 Regentin der Standesherrschaft Leiningen, seit 1818 in zweiter Ehe Gemahlin des Herzogs Edward von Kent und Mutter der Queen Victoria

| Anthis                                         | Leiningen-Dagsburg                | 1422              | 2. September 1475 | Benediktiner, Propst des Stifts St. Stephan und des Stifts Viertürme, maßgeblicher Akteur im Weißenburger Krieg, Verwalter des Reichsklosters Weißenburg 1472–1474 |  |
| Emich IX. (nach früherer Zählung Emich VIII.)  | Leiningen-Dagsburg                |                   | 18. Februar 1535  | 1502 Wiederaufbau der Bockenheimer Emichsburg, 1504–1508 Bau der Familien-Grabkapelle an der Dürkheimer Pfarrkirche (seit 1818 „Schlosskirche“ genannt), wo sich auch seine Grabplatte befindet, zerstörte 1504 das Kloster Limburg                                                                                               |  |
| Emich X. (nach früherer Zählung Emich IX.)     | Leiningen-Dagsburg                | 1498              | 10. Januar 1541   | |  |
| Emich XI. (nach früherer Zählung Emich X.)     | Leiningen-Dagsburg                | 15. Dezember 1540 | 13. März 1593     | Umgestaltung der Emichsburg in Renaissance-Schlossgut |  |
| Emich XII. (nach früherer Zählung Emich XI.)   | Leiningen-Dagsburg                | 4. November 1562  | 24. November 1607 | Unterzeichnete die Konkordienformel von 1577 und das Konkordienbuch von 1580. |  |
| Johann Ludwig                                  | Leiningen-Dagsburg                | 8. Mai 1579       | 19. Juni 1625     | |  |
| Emich XIII. (nach früherer Zählung Emich XII.) | Leiningen-Dagsburg                | 12. Juni 1612     | 1658              | |  |
| Georg Wilhelm                                  | Leiningen-Dagsburg                | 8. März 1636      | 19. Juli 1672     | |  |
| Eva                                            | Leiningen-Westerburg              | 1481              | 23. Februar 1543  | Regierende Gräfin, Retterin der Burg Neuleiningen, Stifterin eines Hospitals in Grünstadt, Person des Pfälzer Volksgutes |  |
| Ludwig                                         | Leiningen-Leiningen               | 10. August 1557   | 22. August 1622   | Umbau Schloss Oberbronn und Burg Altleiningen, Renovierung Burg Neuleiningen, Erwerb Münzrecht und Prägung vieler Münzen in Grünstadt. |  |
| Philipp Ludwig                                 | Leiningen-Westerburg-Rixingen     | 1652              | 16. August 1705   | Verlegung der Residenz von Burg Altleiningen nach Grünstadt, baute dort 1698 Schloss Unterhof; verkaufte 1695 einen Anteil der Grafschaft, woraus die Herrschaft Wattenheim wurde. |  |
| Johann Karl August                             | Leiningen-Dagsburg                | 17. März 1662     | 3. November 1698  | |  |
| Christian Karl Reinhard                        | Leiningen-Dagsburg                | 7. Juli 1695      | 17. November 1766 | |  |
| Karl Ludwig                                    | Leiningen-Dagsburg                | 16. Februar 1704  | 20. März 1747     | Gründete 1728 den neuen Familienzweig Leiningen-Emichsburg, erbaute 1730 die Emichsburg neu und ist in der Martinskirche in Battenberg bestattet. |  |
| Georg Carl I. August Ludwig                    | Leiningen-Westerburg-Neuleiningen | 17. Februar 1717  | 19. März 1787     | Regierender Graf, holländischer Generalleutnant, Ritter des Pour le Mérite, Großmeister des St.-Joachims-Ordens, bestattet in der Martinskirche Grünstadt |  |

### Fürsten zu Leiningen
- Carl Friedrich Wilhelm, 1. Fürst zu Leiningen (1724–1807), kaiserlicher Kämmerer, Wirklicher Kurpfälzischer Geheimer Rat und Generalleutnant, ⚭ Christiane Wilhelmine Gräfin zu Solms-Rödelheim
- Emich Carl zu Leiningen, 2. Fürst zu Leiningen (1763–1814), ⚭ I. (1787) Henriette Gräfin Reuß zu Lobenstein-Ebersdorf, ⚭ II. (1803) Prinzessin Victoire von Sachsen-Coburg-Saalfeld
- Karl Friedrich Wilhelm Emich zu Leiningen, 3. Fürst zu Leiningen (1804–1856), königlich bayerischer Generalleutnant, erster Ministerpräsident der zur Frankfurter Nationalversammlung gehörenden Reichsregierung der Provisorischen Zentralgewalt und erster Vorsitzender des Mainzer Adelsvereins, ⚭ Maria Gräfin v. Klebelsberg
- Ernst zu Leiningen, 4. Fürst zu Leiningen (1830–1904), ⚭ Marie Prinzessin v. Baden
- Emich Eduard Carl zu Leiningen, 5. Fürst zu Leiningen (1866–1939), ⚭ Feodora Prinzessin zu Hohenlohe-Langenburg

### Chefs des Hauses Leiningen nach dem Ende der Monarchie
- Karl zu Leiningen (1898–1946) ⚭ Maria Großfürstin von Russland (1907–1951)
- Emich Kyrill zu Leiningen (1926–1991) ⚭ Eilika Herzogin v. Oldenburg (1928–2016)
- Andreas zu Leiningen (* 1955) ⚭ Alexandra Prinzessin v. Hannover, v. Großbritannien und Irland, Herzogin zu Braunschweig und Lüneburg (* 1959)

### Weitere bekannte Angehörige des Hauses Leiningen
- Maria Polyxena von Leiningen-Dagsburg-Hardenburg (1663–1725), durch Heirat Fürstin von Nassau-Weilburg
- Josephine zu Leiningen-Westerburg (1835–1917), deutsche Schriftstellerin
- Wilhelm Carl zu Leiningen-Guntersblum (1737–1809), Reichsgraf, badischer Standesherr

| Name                                                        | Linie                             | geboren | gestorben | Bemerkungen |
| ----------------------------------------------------------- | --------------------------------- | ------- | --------- | --- |
| Gottfried von Leiningen                                     |                                   |         | 1410      | 1396–1397 Erzbischof von Mainz                                                                                      |
| Margarete von Leiningen-Westerburg-Neuleiningen             | Leiningen-Westerburg-Neuleiningen | 1694    | 1771      | Enkelin des dänischen Königs Friedrich III., durch Heirat Gräfin von Leiningen und Landesherrin                     |
| Maria Luise Albertine zu Leiningen-Dagsburg-Falkenburg      | Leiningen-Dagsburg-Falkenburg     | 1729    | 1818      | genannt Prinzessin George                                                                                           |
| Heinrich Ernst Ludwig von Leiningen-Westerburg-Neuleiningen | Leiningen-Westerburg-Neuleiningen | 1752    | 1799      | Graf von Leiningen-Westerburg, kurpfalz-bayerischer Oberst und Regimentskommandeur                                  |
| August Georg zu Leiningen-Westerburg-Neuleiningen           | Leiningen-Westerburg-Neuleiningen | 1770    | 1849      | Feldmarschallleutnant und österreichischer Kommandant der Festung Mainz, Maria-Theresien-Ritter                     |
| Christian Ludwig zu Leiningen-Westerburg-Neuleiningen       | Leiningen-Westerburg-Neuleiningen | 1771    | 1819      | österreichisch-ungarischer Oberst, Maria-Theresien-Ritter                                                           |
| Feodora zu Leiningen                                        | Leiningen-Dagsburg-Hardenburg     | 1807    | 1872      | Halbschwester der britischen Königin Victoria sowie Nichte des belgischen Königs Leopold I.                         |
| Friedrich I. zu Leiningen-Westerburg-Altleiningen           | Leiningen-Westerburg-Altleiningen | 1761    | 1839      | Graf, Standesherr und Abgeordneter                                                                                  |
| Friedrich II. zu Leiningen-Westerburg-Altleiningen          | Leiningen-Westerburg-Altleiningen | 1806    | 1868      | Graf, Standesherr und Abgeordneter                                                                                  |
| Seraphine Franziska zu Leiningen-Westerburg-Neuleiningen    | Leiningen-Westerburg-Neuleiningen | 1810    | 1874      | Standesherrin von Westerburg und Schadeck, sowie Stiftsdame des Kaiserlichen Damenstifts Innsbruck                  |
| Christian zu Leiningen-Westerburg                           | Leiningen-Westerburg-Neuleiningen | 1812    | 1856      | Standesherr der Herrschaft Westerburg und Schadeck, sowie Feldmarschallleutnant                                     |
| Karl zu Leiningen-Westerburg-Altleiningen                   | Leiningen-Westerburg-Altleiningen | 1819    | 1849      | ungarischer Freiheitskämpfer und General im Unabhängigkeitskrieg 1848/49                                            |
| Viktor zu Leiningen-Westerburg-Altleiningen                 | Leiningen-Westerburg-Altleiningen | 1821    | 1880      | k.u.k. österreichischer Feldmarschallleutnant                                                                       |
| Friedrich III. zu Leiningen-Westerburg-Altleiningen         | Leiningen-Westerburg-Altleiningen | 1852    | 1916      | Graf, Standesherr und Abgeordneter                                                                                  |
| Karl Emich zu Leiningen-Westerburg-Neuleiningen             | Leiningen-Westerburg-Neuleiningen | 1856    | 1906      | Offizier, Genealoge und Heraldiker, Autor des Standardwerkes Deutsche und Österreichische Bibliothekszeichen (1901) |
| Reinhard August zu Leiningen-Westerburg-Altleiningen        | Leiningen-Westerburg-Altleiningen | 1863    | 1929      | Preußischer Offizier, als Kreuzritter dargestellt am Röhrbrunnen Grünstadt                                          |
| Wilhelm zu Leiningen-Westerburg-Neuleiningen                | Leiningen-Westerburg-Neuleiningen | 1875    | 1956      | Graf, Chemiker, Forstwissenschaftler und Hochschullehrer                                                            |

## Schlösser und Burgen

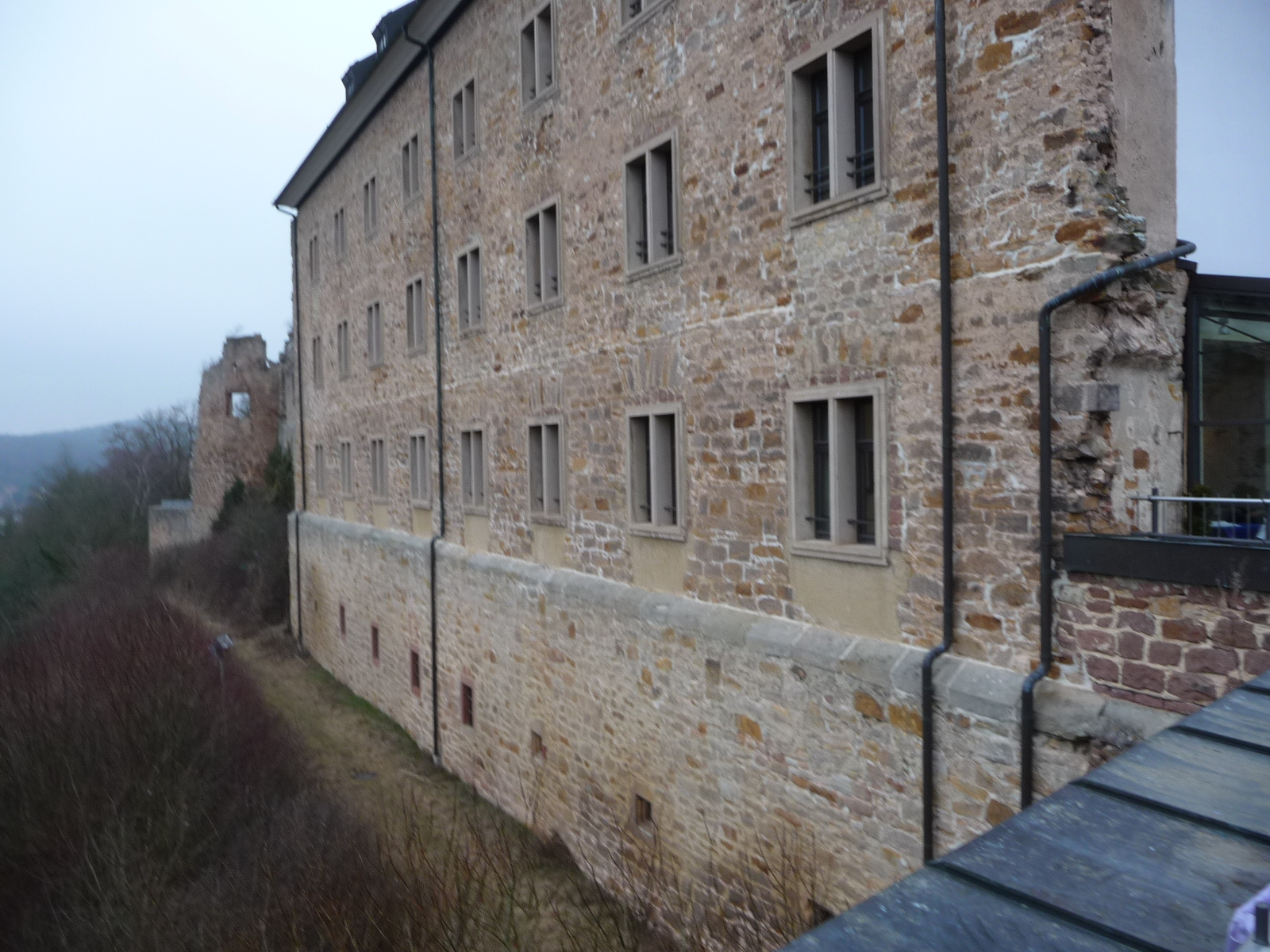
Burg Altleiningen
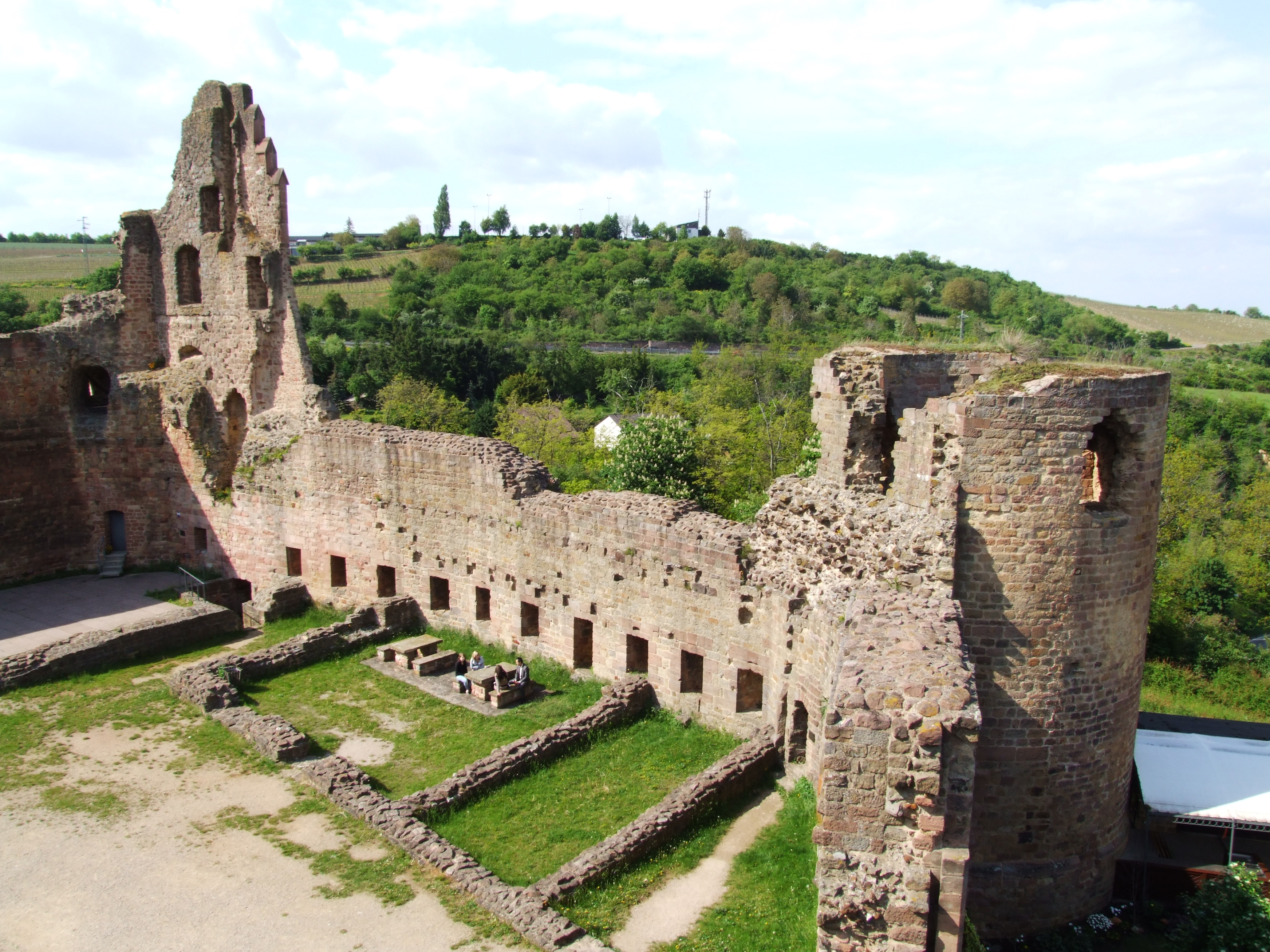
Burg Neuleiningen
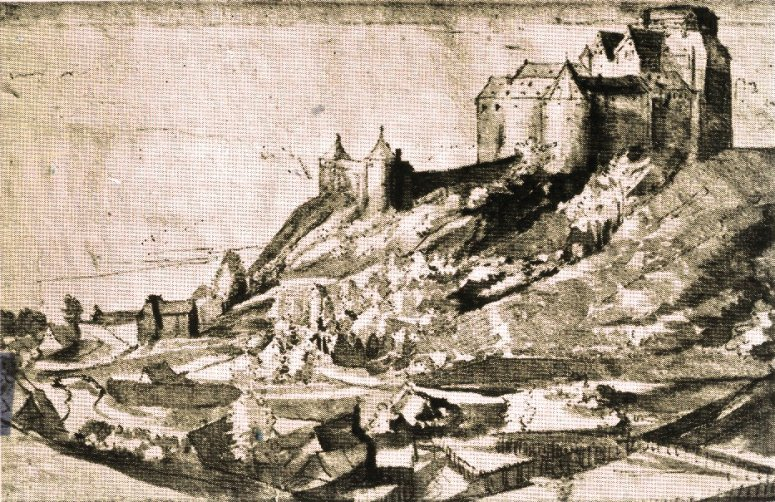
Hardenburg um 1580
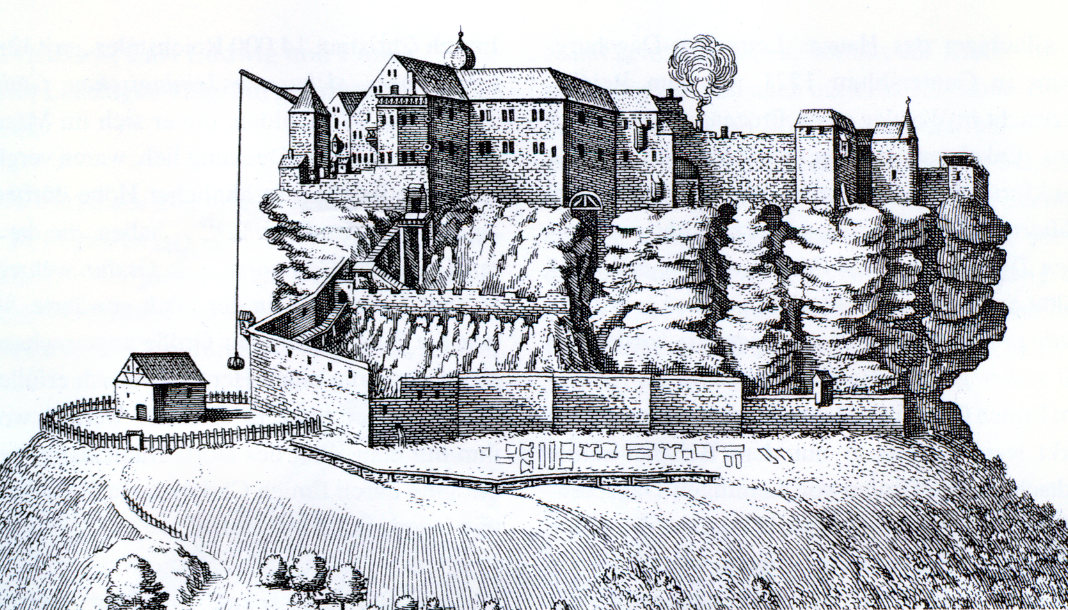
Dagsburg (Lothringen)
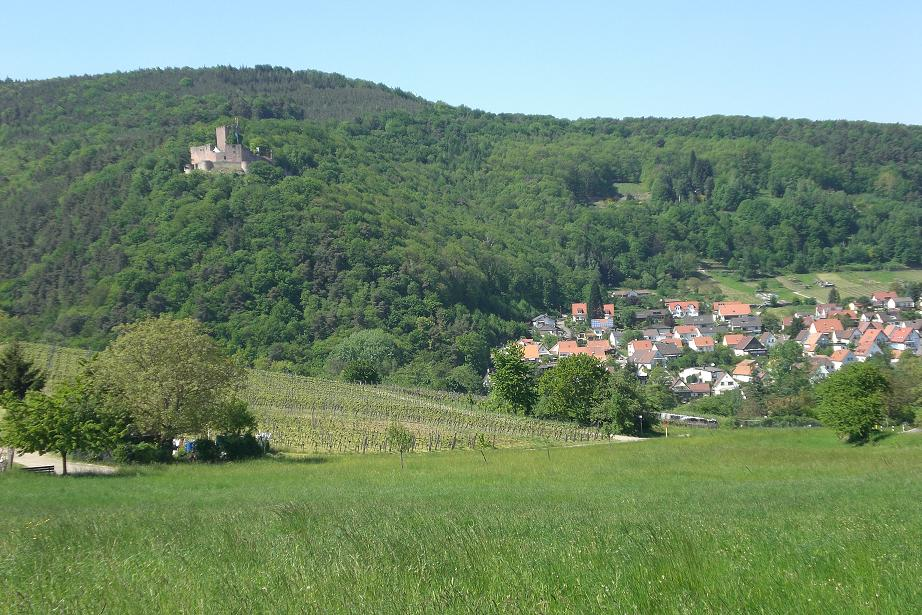
Burg Landeck (Pfalz)

- Burg Altleiningen
- Burg Neuleiningen
- Schloss Westerburg
- Burg Schadeck
- Burg Battenberg
- Burg Haßloch
- Burg Minfeld
- Leininger Oberhof (Grünstadt)
- Leininger Unterhof Grünstadt
- Leininger Schloss (Guntersblum)
- Schloss Heidesheim
- Schloss Neudenau
- Hardenburg
- Schloss Dürkheim
- Schloss Kehrdichannichts
- Schloss Murrmirnichtviel
- Emichsburg (Bockenheim)
- Fürstlich-Leiningensches Palais Amorbach
- Schloss Waldleiningen

## Wappen

Stammwappen der älteren Linie Leiningen
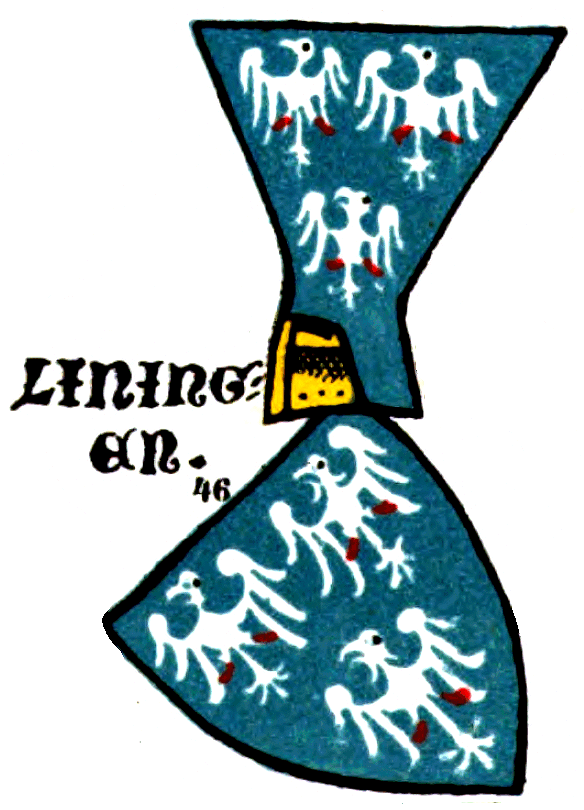
Wappen derer von „Liningen“ in der Zürcher Wappenrolle, um 1340
Stammwappen der jüngeren Linie Leiningen nach GHdA

Das Stammwappen zeigt in Blau drei (2:1) rot-bewehrte silberne Adler. Auf dem Helm mit blau-silbernen Decken steht eine grüne Linde mit silbernen Blüten. In dieser Form ist es im Codex Manesse, im Ortenburger Wappenbuch von 1466, im Wernigeroder Wappenbuch und im Wappenbuch des Heiligen Römischen Reiches dargestellt. Die heute benutzte Form mit einem zusätzlichen roten Turnierkragen erscheint 1515 bei Nicolaus Bertschi und ebenfalls 1554–1568 im Wappenbuch des Heiligen Römischen Reiches. Laut Blasonierung im Genealogischen Handbuch des Adels ist die Version mit dem Turnierkragen als das Stammwappen definiert.
Der sogenannte Leininger Adler fand Eingang in zahlreiche Wappen von Gebietskörperschaften im ehemaligen Herrschaftsgebiet der Familienzweige.

## Wappen von Gebietskörperschaften mit dem Leininger Adler

Landkreis Alzey-Worms
Verbandsgemeinde Monsheim
Monsheim

Landkreis Bad Dürkheim
Landkreis Bad Dürkheim
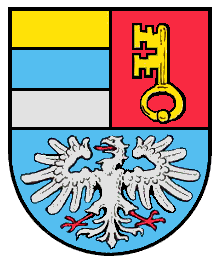
Albsheim
Altleiningen
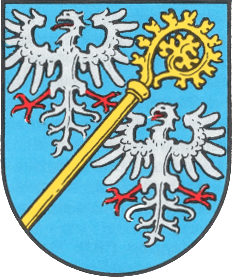
Bad Dürkheim – OT Grethen
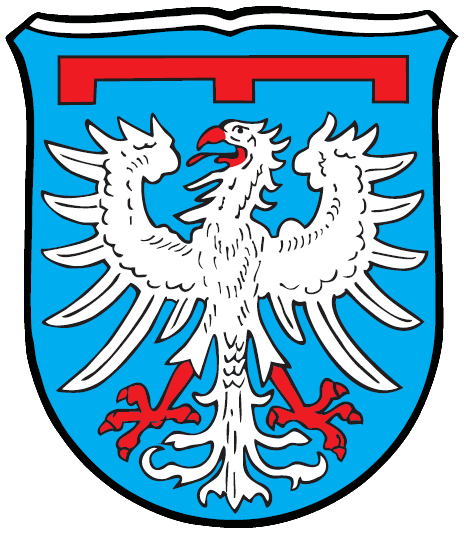
Bad Dürkheim – OT Hardenburg
Battenberg
Carlsberg
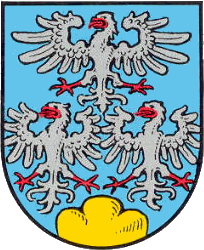
Carlsberg – OT Carlsberg
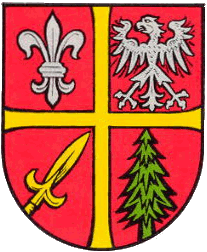
Carlsberg – OT Hertlingshausen
Erpolzheim
Verbandsgemeinde Freinsheim
Grünstadt
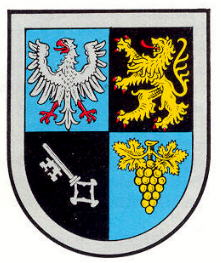
ehem. Verbandsgemeinde Grünstadt-Land
Haßloch
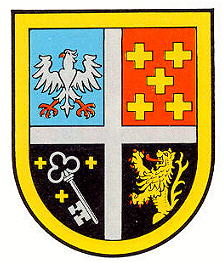
ehem. Verbandsgemeinde Hettenleidelheim
Kallstadt
Verbandsgemeinde Leiningerland
Neuleiningen
Obrigheim

Landkreis Kaiserslautern
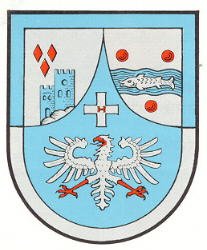
Verbandsgemeinde Hochspeyer
Hochspeyer
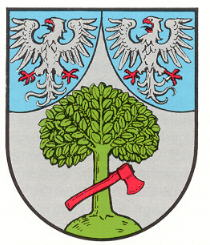
Waldleiningen

Landkreis Mainz-Bingen
Dolgesheim
ehem. Verbandsgemeinde Guntersblum
Guntersblum
Verbandsgemeinde Rhein-Selz
Uelversheim

Neckar-Odenwald-Kreis
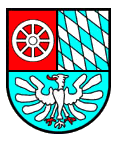
Billigheim-Katzental
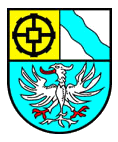
Billigheim-Waldmühlbach
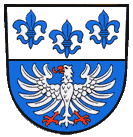
Buchen-Rinschheim
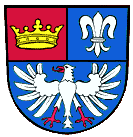
Buchen-Stürzenhardt
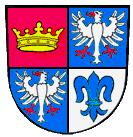
Buchen-Unterneudorf
Limbach
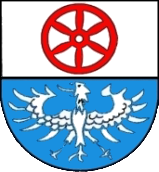
Osterburken-Hemsbach
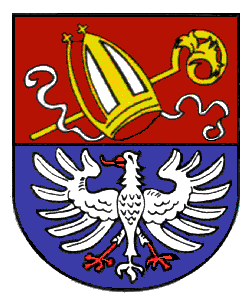
Walldürn-Glashofen
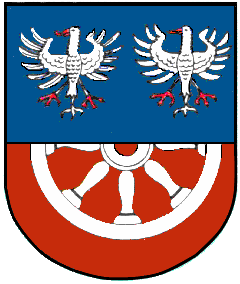
Walldürn-Wettersdorf

Rhein-Pfalz-Kreis
Böhl-Iggelheim
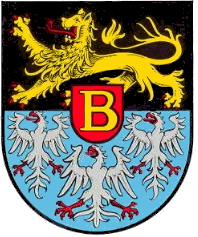
Böhl-Iggelheim – OT Böhl
Verbandsgemeinde Dannstadt-Schauernheim
Fußgönheim
Verbandsgemeinde Maxdorf

Landkreis Südliche Weinstraße
Oberschlettenbach
Vorderweidenthal

- Oberschlettenbach
- Vorderweidenthal

Landkreis Südwestpfalz
Darstein
Verbandsgemeinde Hauenstein
Herschberg
Hettenhausen
Höheinöd
Saalstadt
Spirkelbach
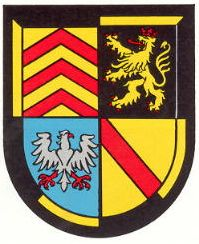
ehem. Verbandsgemeinde Thaleischweiler-Fröschen
Verbandsgemeinde Thaleischweiler-Wallhalben
Thaleischweiler-Fröschen
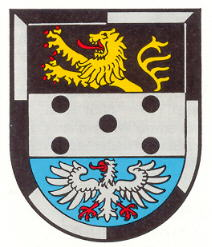
ehem. Verbandsgemeinde Wallhalben
Wallhalben

Westerwaldkreis
Gemünden
Verbandsgemeinde Westerburg
Stadt Westerburg

Département Moselle (Frankreich)
Avricourt
Foulcrey
Gondrexange
Harreberg
Laneuveville-lès-Lorquin
Schœneck
Voyer

Weitere
Landkreis Frankenthal (Pfalz) (bis 1969)
Morschheim, Donnersbergkreis
Worms-Ibersheim, Stadt Worms
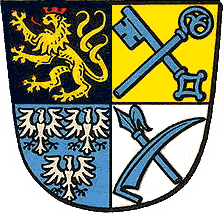
Worms-Rheindürkheim, Stadt Worms